# Kana Tahtani
Kana Tahtani – wieś w Syrii, w muhafazie Aleppo, w dystrykcie Manbidż. W 2004 roku liczyła 456 mieszkańców.